# Piotr Górecki (historyk)
Piotr Stanisław Górecki (ur. 14 grudnia 1955 w Krakowie) – polsko-amerykański historyk, mediewista.

## Życiorys
Urodził się w Krakowie, jako nastolatek przeniósł się z rodziną do Stanów Zjednoczonych. Absolwent ekonomii (1977) i historii (1979) University of Illinois at Urbana-Champaign oraz prawa (1983) Stanford University. Doktorat z historii w 1988 na Uniwersytecie w Chicago. Od 1989 jest profesorem historii średniowiecznej na Uniwersytecie Kalifornijskim.

## Wybrane publikacje
- Economy, society, and lordship in Medieval Poland 1100-1250, New York - London: Holmes and Meier 1992.
- Parishes, tithes and society in earlier Medieval Poland c.1100-c.1250, Philadelphia: The Amer. Philosophical Soc. 1993.
- Conflict in medieval Europe: changing perspectives on society and culture, ed. by Warren C. Brown and Piotr Górecki, Aldershot - Burlington: Ashgate 2003.
- A local society in transition: the Henryków book and related documents, Toronto: Pontifical Institute of Mediaeval Studies 2007.
- The text and the world: the Henryków book, its authors, and their region, 1160-1310, Oxford: Oxford University Press 2015.